# Campeonato NORCECA de Voleibol Masculino de 2007
El XX Campeonato NORCECA de Voleibol Masculino se celebró en la ciudad de Anaheim, Estados Unidos el 16 al 21 de septiembre de 2007.
El evento clasificó al campeón y subcampeón a la Copa Mundial de Voleibol de 2007. 

## Equipos participantes
| Grupo A        | Grupo B              |
| -------------- | -------------------- |
| Estados Unidos | Cuba                 |
| Puerto Rico    | Canadá               |
| México         | República Dominicana |
| Barbados       | Trinidad y Tobago    |

## Procedimiento de desempate
1. Número de partidos ganados
2. Puntos de partido
3. Proporción de puntos
4. Proporción de sets
5. Resultado del último partido entre los equipos empatados

- 2 puntos de partido para el ganador, 1 punto de partido para el perdedor.

## Ronda preliminar
- Del 16 al 18 de septiembre
- Sede:  Anaheim Convention Center
- Todos los horarios corresponden a la hora de Anaheim, Estados Unidos ( UTC-08:00 )

|  | Calificados para Semifinales      |
|  | Calificados para cuartos de final |

### Grupo A
|     |                | Partidos | Partidos | Partidos |     | Sets | Sets | Sets  | Puntos | Puntos | Puntos |
| Pos | Equipo         | PJ       | PG       | PP       | Pts | SG   | SP   | Ratio | PG     | PP     | Ratio  |
| --- | -------------- | -------- | -------- | -------- | --- | ---- | ---- | ----- | ------ | ------ | ------ |
| 1.º | Estados Unidos | 3        | 3        | 0        | 6   | 9    | 0    | MAX   | 227    | 164    | 1.384  |
| 2.º | Puerto Rico    | 3        | 2        | 1        | 5   | 6    | 3    | 2.000 | 212    | 153    | 1.385  |
| 3º  | México         | 3        | 1        | 2        | 4   | 3    | 7    | 0.428 | 192    | 229    | 0.838  |
| 4º  | Barbados       | 3        | 0        | 3        | 3   | 1    | 9    | 0.111 | 158    | 243    | 0.650  |

| Fecha            | Hora  | Equipo 1       | Sets  | Equipo 2       | Set 1 | Set 2 | Set 3 | Set 4 | Set 5 | Total |
| ---------------- | ----- | -------------- | ----- | -------------- | ----- | ----- | ----- | ----- | ----- | ----- |
| 16 de septiembre | 17:30 | Puerto Rico    | 3 : 0 | Barbados       | 25-16 | 25-17 | 25-16 |       |       | 75-49 |
| 16 de septiembre | 20:00 | Estados Unidos | 3 : 0 | México         | 25-11 | 25-15 | 25-20 |       |       | 75-46 |
| 17 de septiembre | 17:30 | Puerto Rico    | 3 : 0 | México         | 25-15 | 25-18 | 25-20 |       |       | 75-53 |
| 17 de septiembre | 20:00 | Estados Unidos | 3 : 0 | Barbados       | 25-13 | 25-13 | 25-4  |       |       | 75-30 |
| 18 de septiembre | 17:30 | México         | 3 : 1 | Barbados       | 25-14 | 25-18 | 18-25 | 25-22 |       | 93-79 |
| 18 de septiembre | 20:00 | Puerto Rico    | 0 : 3 | Estados Unidos | 19-25 | 25-27 | 18-25 |       |       | 62-77 |

### Grupo B
|     |                      | Partidos | Partidos | Partidos |     | Sets | Sets | Sets  | Puntos | Puntos | Puntos |
| Pos | Equipo               | PJ       | PG       | PP       | Pts | SG   | SP   | Ratio | PG     | PP     | Ratio  |
| --- | -------------------- | -------- | -------- | -------- | --- | ---- | ---- | ----- | ------ | ------ | ------ |
| 1.º | Cuba                 | 3        | 3        | 0        | 6   | 9    | 1    | 9.000 | 247    | 190    | 1.300  |
| 2.º | Canadá               | 3        | 2        | 1        | 5   | 7    | 3    | 2.333 | 238    | 192    | 1.239  |
| 3.º | República Dominicana | 3        | 1        | 2        | 4   | 3    | 6    | 0.500 | 186    | 201    | 0.925  |
| 4.º | Trinidad y Tobago    | 3        | 0        | 3        | 3   | 0    | 9    | 0.000 | 137    | 225    | 0.608  |

| Fecha            | Hora  | Equipo 1             | Sets  | Equipo 2             | Set 1 | Set 2 | Set 3 | Set 4 | Set 5 | Total |
| ---------------- | ----- | -------------------- | ----- | -------------------- | ----- | ----- | ----- | ----- | ----- | ----- |
| 16 de septiembre | 12:30 | Cuba                 | 3 : 0 | Trinidad y Tobago    | 25-13 | 25-16 | 25-19 |       |       | 75-48 |
| 16 de septiembre | 14:30 | Canadá               | 3 : 0 | República Dominicana | 25-21 | 25-23 | 25-20 |       |       | 75-64 |
| 17 de septiembre | 12:30 | Canadá               | 3 : 0 | Trinidad y Tobago    | 14-25 | 25-14 | 25-10 |       |       | 75-38 |
| 17 de septiembre | 14:30 | Cuba                 | 3 : 0 | República Dominicana | 25-13 | 25-17 | 25-17 |       |       | 75-47 |
| 18 de septiembre | 12:30 | República Dominicana | 3 : 0 | Trinidad y Tobago    | 25-15 | 25-20 | 25-16 |       |       | 75-51 |
| 18 de septiembre | 14:30 | Canadá               | 3 : 1 | Cuba                 | 25-22 | 22-25 | 25-23 | 25-18 |       | 97-88 |

## Ronda final
- Del 19 al 21 de septiembre
- Sede:  Anaheim Convention Center
- Todos los horarios corresponden a la hora de Anaheim, Estados Unidos ( UTC-08:00 )

|  | 5° y 6° lugar | 5° y 6° lugar        | 5° y 6° lugar |  |  | Clasificación 5°-8° puesto | Clasificación 5°-8° puesto | Clasificación 5°-8° puesto |  |  | Cuartos de final | Cuartos de final     | Cuartos de final |  |  | Semifinales | Semifinales    | Semifinales |  |  | Final        | Final          | Final        |
|  |               |                      |               |  |  |                            |                            |                            |  |  |                  |                      |                  |  |  |             |                |             |  |  |              |                |              |
|  |               |                      |               |  |  | 3A                         | México                     | 2                          |  |  |                  |                      |                  |  |  | 1A          | Estados Unidos | 3           |  |  |              |                |              |
|  |               |                      |               |  |  | 4A                         | Barbados                   | 3                          |  |  | 2B               | Canadá               | 3                |  |  | 2B          | Canadá         | 1           |  |  |              |                |              |
|  | 4A            | Barbados             | 0             |  |  |                            |                            |                            |  |  | 3A               | México               | 0                |  |  |             |                |             |  |  | 1A           | Estados Unidos | 3            |
|  | 3B            | República Dominicana | 3             |  |  |                            |                            |                            |  |  |                  |                      |                  |  |  |             |                |             |  |  | 2A           | Puerto Rico    | 1            |
|  |               |                      |               |  |  | 3B                         | República Dominicana       | 3                          |  |  |                  |                      |                  |  |  | 1B          | Cuba           | 2           |  |  |              |                |              |
|  | 7° y 8° lugar | 7° y 8° lugar        | 7° y 8° lugar |  |  | 4B                         | Trinidad y Tobago          | 1                          |  |  | 2A               | Puerto Rico          | 3                |  |  | 2A          | Puerto Rico    | 3           |  |  | Tercer lugar | Tercer lugar   | Tercer lugar |
|  |               |                      |               |  |  |                            |                            |                            |  |  | 3B               | República Dominicana | 0                |  |  |             |                |             |  |  |              |                |              |
|  | 3A            | México               | 3             |  |  |                            |                            |                            |  |  |                  |                      |                  |  |  |             |                |             |  |  | 2B           | Canadá         | 0            |
|  | 4B            | Trinidad y Tobago    | 0             |  |  |                            |                            |                            |  |  |                  |                      |                  |  |  |             |                |             |  |  | 1B           | Cuba           | 3            |

### Cuartos de final
| Fecha            | Hora  | Equipo 1    | Sets  | Equipo 2             | Set 1 | Set 2 | Set 3 | Set 4 | Set 5 | Total |
| ---------------- | ----- | ----------- | ----- | -------------------- | ----- | ----- | ----- | ----- | ----- | ----- |
| 19 de septiembre | 17:30 | Puerto Rico | 3 : 0 | República Dominicana | 25-18 | 25-19 | 25-15 |       |       | 75-52 |
| 19 de septiembre | 20:00 | Canadá      | 3 : 0 | México               | 25-19 | 25-17 | 25-21 |       |       | 75-57 |

### Clasificación 5°-8°
| Fecha            | Hora  | Equipo 1             | Sets  | Equipo 2          | Set 1 | Set 2 | Set 3 | Set 4 | Set 5 | Total   |
| ---------------- | ----- | -------------------- | ----- | ----------------- | ----- | ----- | ----- | ----- | ----- | ------- |
| 20 de septiembre | 12:30 | República Dominicana | 3 : 1 | Trinidad y Tobago | 21-25 | 25-14 | 25-21 | 25-19 |       | 96-79   |
| 20 de septiembre | 14:30 | México               | 2 : 3 | Barbados          | 23-25 | 25-22 | 25-19 | 18-25 | 15-17 | 106-108 |

### Semifinales
| Fecha            | Hora  | Equipo 1       | Sets  | Equipo 2    | Set 1 | Set 2 | Set 3 | Set 4 | Set 5 | Total   |
| ---------------- | ----- | -------------- | ----- | ----------- | ----- | ----- | ----- | ----- | ----- | ------- |
| 20 de septiembre | 17:30 | Cuba           | 2 : 3 | Puerto Rico | 24-26 | 25-11 | 25-22 | 24-26 | 11-15 | 109-100 |
| 20 de septiembre | 20:00 | Estados Unidos | 3 : 1 | Canadá      | 32-30 | 19-25 | 25-19 | 26-24 |       | 102-98  |

### Séptimo puesto
| Fecha            | Hora  | Equipo 1          | Sets  | Equipo 2 | Set 1 | Set 2 | Set 3 | Set 4 | Set 5 | Total |
| ---------------- | ----- | ----------------- | ----- | -------- | ----- | ----- | ----- | ----- | ----- | ----- |
| 21 de septiembre | 12:30 | Trinidad y Tobago | 0 : 3 | México   | 22-25 | 16-25 | 25-27 |       |       | 63-77 |

### Quinto puesto
| Fecha            | Hora  | Equipo 1             | Sets  | Equipo 2 | Set 1 | Set 2 | Set 3 | Set 4 | Set 5 | Total |
| ---------------- | ----- | -------------------- | ----- | -------- | ----- | ----- | ----- | ----- | ----- | ----- |
| 21 de septiembre | 14:30 | República Dominicana | 3 : 0 | Barbados | 25-13 | 25-18 | 25-16 |       |       | 75-47 |

### Tercer puesto
| Fecha            | Hora  | Equipo 1 | Sets  | Equipo 2 | Set 1 | Set 2 | Set 3 | Set 4 | Set 5 | Total |
| ---------------- | ----- | -------- | ----- | -------- | ----- | ----- | ----- | ----- | ----- | ----- |
| 21 de septiembre | 17:30 | Cuba     | 3 : 0 | Canadá   | 38-36 | 25-21 | 25-22 |       |       | 88-79 |

### Final
| Fecha            | Hora  | Equipo 1       | Sets  | Equipo 2    | Set 1 | Set 2 | Set 3 | Set 4 | Set 5 | Total |
| ---------------- | ----- | -------------- | ----- | ----------- | ----- | ----- | ----- | ----- | ----- | ----- |
| 21 de septiembre | 20:00 | Estados Unidos | 3 : 1 | Puerto Rico | 25-20 | 23-25 | 25-22 | 25-23 |       | 98-90 |

## Posiciones finales
| Pos.              | Equipo               |
| ----------------- | -------------------- |
| Medalla de oro    | Estados Unidos       |
| Medalla de plata  | Puerto Rico          |
| Medalla de bronce | Cuba                 |
| 4                 | Canadá               |
| 5                 | República Dominicana |
| 6                 | Barbados             |
| 7                 | México               |
| 8                 | Trinidad y Tobago    |

| \| \| \| \| \| Campeón Estados Unidos [1] 7.º título \| Plantel: 1 Lloy James Ball, 3 James Andrew Polster, 5 Richard Edward Lambourne, 7 David Cameron Lee, 8 William Priddy, 9 Ryan Madsen Millar, 10 Riley Salmon, 12 Thomas John Hoff , 13 Clayton Iona Stanley, 14 Kevin Christopher Hansen, 15 Gabriel Bryan Gardner, 18 Scott Joseph Touzinsky. Entrenador: Hugh Donald McCutcheon |
| |
| |
| Campeón Estados Unidos 7.º título |

|                                   |
|                                   |
| Campeón Estados Unidos 7.º título |

## Distinciones individuales
| Categoría                               | Ganadora                               |
| --------------------------------------- | -------------------------------------- |
| Jugador Más Valioso (MVP)               | Lloy James Ball                        |
| Mejor colocador / armador               | Lloy James Ball                        |
| Mejor líbero                            | Amaury Eduardo Martínez Aguilera       |
| Mayor anotador                          | Héctor Emilio Soto                     |
| Mejor atacante                          | Víctor Rivera                          |
| Mejor bloqueador                        | Murray Grapentine                      |
| Mejor servidor                          | Clayton Iona Stanley                   |
| Mejor defensor                          | Christopher Wolfenden                  |
| Mejor receptor                          | Elvis Dalsires Contreras de los Santos |
| Mejor entrenador (Premio "Jim Coleman") | Hugh Donald McCutcheon                 |